# Météorite (Buffy)
Pour les articles homonymes, voir Météorite (homonymie).
Météorite est le 9e épisode de la saison 5 de la série télévisée Buffy contre les vampires.

## Résumé
Un chirurgien vient informer Joyce qu'elle sera opérée deux jours plus tard. Malgré son comportement erratique dû à la tumeur, elle obtient de rentrer chez elle avant l'opération. De son côté, Riley se laisse mordre volontairement par une autre vampire, cette fois-ci sans la tuer. Une météorite s'écrase près de Sunnydale et une créature en sort, s'attaquant aussitôt à un aliéné sorti de l'hôpital. Le Scooby-gang enquête et trouve le cadavre. Riley demande l'aide de son ancien équipier Graham Miller pour retrouver la créature. Des recherches apprennent au groupe que celle-ci est appelée « Quiéteur » et qu'elle se nourrit de personnes mentalement instables. 
Buffy et Dawn ramènent leur mère chez elles. Le Quiéteur, attiré par l'état de Joyce, les suit et s'attaque à Joyce dans sa chambre. Dawn la découvre à temps et prévient Buffy. Celle-ci traque la créature à travers la maison avant de la tuer avec l'aide de Spike qui se trouvait là (pour voler des objets appartenant à Buffy). Riley et son équipe arrivent quant à eux trop tard sur les lieux. Joyce retourne à l'hôpital pour subir son opération. Son état mental lui a fait prendre conscience que Dawn n'était pas vraiment sa fille, ce qu'elle confie à Buffy, lui demandant néanmoins de continuer à s'en occuper comme si c'était le cas car cela ne change rien à ses sentiments pour elle. On apprend aussi que le responsable de l'invocation du Quiéteur n'est autre que Ben, dans l'intention de faire diminuer le nombre d'aliénés anormalement élevé en raison du besoin qu'a Gloria d'aspirer des cerveaux.

## Statut particulier
Noel Murray, du site The A.V. Club, estime que l'épisode comprend beaucoup d'éléments appréciables, notamment Joyce harcelée par le Quiéteur, Riley luttant contre ses faiblesses et surtout « les scènes plus calmes » de conversations entre Tara et Willow ou Joyce et Buffy, mais que le scénario est trop « hétéroclite » avec diverses intrigues qui se mélangent mal et un monstre de la semaine censé les relier qui accroît la confusion. Pour la BBC, l'épisode réussit dans son « portrait réaliste » de la maladie de Joyce qui offre plusieurs scènes glaçantes ou émouvantes mais échoue dans sa partie sur le monstre de l'espace « peu convaincant » et « bizarrement agaçant » qui louche du côté de X-Files. Mikelangelo Marinaro, du site Critically Touched, lui donne la note de B, évoquant un épisode plutôt bon qui décrit brillamment « les horreurs de la maladie et son impact sur l'entourage », aidé en cela par les « excellentes interprétations » de Kristine Sutherland et Sarah Michelle Gellar, mais qui souffre d'un « rythme un peu trop lent » et surtout d'un monstre venu de l'espace « loufoque et assez foireux » même si ses apparitions dans la maison des Summers sont « bien plus efficaces ».

## Distribution

### Acteurs et actrices crédités au générique
- Sarah Michelle Gellar : Buffy Summers
- Nicholas Brendon : Alexander Harris
- Alyson Hannigan : Willow Rosenberg
- Marc Blucas : Riley Finn
- Emma Caulfield : Anya Jenkins
- Michelle Trachtenberg : Dawn Summers
- James Marsters : Spike
- Anthony Stewart Head : Rupert Giles

### Acteurs et actrices crédités en début d'épisode
- Charlie Weber : Ben
- Nick Chinlund : Major Ellis
- Kevin Weisman : Dreg
- Randy Thompson : Dr Kriegel
- Amber Benson : Tara Maclay
- Kristine Sutherland : Joyce Summers

### Acteurs et actrices crédités en fin d'épisode
- Bailey Chase : Graham Miller